# Pseudotriakis microdon
Pseudotriakis microdon hay cá nhám mèo giả, cá nhám môi nhăn giả là một loài cá mập trong họ Pseudotriakidae, là loài duy nhất trong chi Pseudotriakis.
Loài cá nhám mèo giả này có phạm vi phân bố trên toàn thế giới, và được ghi nhận phổ biến nhất gần đáy trên dốc lục địa và đảo, ở độ sâu 500-1.400 m. Chiều dài đạt 3,0 m, loài cá mập này có thể dễ dàng xác định bởi vây lưng đầu tiên thon dài, giống xương lưỡi hái. Chúng có đôi mắt hẹp dài và miệng lớn đầy với nhiều răng nhỏ. Chúng thường có màu nâu tối, mặc dù một số ít là màu xám nhạt.
Với cơ bắp nhão và gan dầu lớn, loài này là một động vật ăn thịt di chuyển chậm và ăn xác thối của nhiều loài cá và động vật không xương.